# 入江製菓
入江製菓株式会社（いりえせいか）は、福岡県北九州市に本社を置く飴菓子の製造販売を行う企業。

## 概要
1934年(昭和9年)、入江卯之助が八幡市(現在の八幡東区)で創業。卯之助は1947年(昭和22年)、大阪千日前でアイスキャンデー店を開き、1949年(昭和24年)には大阪市内で入江製菓株式会社(ドロップ、キャンデー製造)を設立。その後、八幡に戻り、八幡市東通で入江製菓有限会社を設立。長男の良太郎を社長とし、自身は会長に就任した。砂糖菓子や和菓子を製造し販売を行っていた。飴はチャイナマーブルや「琉球飴」を製造していた。1957年(昭和32年)当時、八幡市天神町に本社があった。のち、八幡区帆柱町を経て、1966年(昭和41年)に現所在地へ移転、工場を新設した。
移転に先立つ1957年(昭和32年)から、中高年や労働者を購買層に見据え金平糖の製造を開始した。新日鉄八幡製鉄所や安川電機などの売店で好調な売れ行きを見せ、金平糖は同社の売上の10%を占めるようになった。また、同社製品はダイエーや丸食などのスーパーでも取り扱われたが、1980年代後半になるとスーパーの仕入れの一本化が進み、問屋を介した取引が増えたため実質売上は減少した。
主力商品だった金平糖も、菓子の多様化に伴って1990年代後半には売上は全体の5%に落ち込んだ。低迷が続く中、金平糖のブランド化に着手。2012年8月、ネットショップを開設し高級化路線の新商品「いろは屋の金平糖」を発売した。ブドウや抹茶などのパウダーをまぶした商品が支持され、金平糖の売上は全体の10%超に伸びた。当初12種類だった金平糖はバリエーション展開を重ね、2016年には約50種類となった。2016年には、「駄菓子のイメージを払拭した贈答品」と評価され2020年東京オリンピック招致活動やG7エネルギー相会合で各国関係者へのお土産に選定された。
2020年(令和2年)、同社を含む金平糖メーカー4社で業界団体「金平糖deつなぐ会」を結成。2022年(令和4年)2月、福岡地裁小倉支部より特別清算開始決定を受けた。現法人は2021年(令和3年)6月設立。

## 沿革
- 1934年(昭和9年)6月、入江卯之助が八幡市新町で入江製菓所を創業[4][7]。
- 1948年(昭和23年)9月[1][15][23]もしくは1952年(昭和27年)3月[24][16][7]、「入江製菓有限会社」設立(以下、旧法人)。
- 1957年(昭和32年)、金平糖の製造を開始。
- 1964年(昭和39年)10月、株式会社に改組[24]。
- 1965年(昭和40年)、琉球飴の製造を開始[15]。
- 1966年(昭和41年)、本社を現所在地へ移転。
- 1981年(昭和56年)、自動キャンディクッカーを導入[15]。
- 2012年(平成24年)、「いろは屋の金平糖」を発売。
- 2016年(平成28年)、「鐵平糖」を発売。
- 2021年(令和3年)6月、現法人を設立。
- 2022年(令和4年)2月、旧法人が福岡地裁小倉支部より特別清算開始決定を受けた[1]。

## 製品
金平糖など90種類の飴を製造している。「いろは屋の金平糖」と「あめ彦」をブランド展開している。

### 金平糖
2024年現在、兵庫県以西唯一の金平糖メーカーである。大釜を使った従来の製法で金平糖を製造している。
八女抹茶や大分カボス、福岡あまおうなど九州特産物を使用した商品を積極的に開発している。2016年9月、ナオブランド(北九州市小倉南区、金平糖加工販売)と共同で、トマト味とバナナ味の金平糖を開発。トマト金平糖は「若松トマト」の果肉粉末を使用している。バナナ金平糖は門司港のバナナの叩き売りに因んだものである。ナオブランド運営の「こんぺいとうカフェ」や北九州空港内の売店で販売されている。
そのほか、イベントや展覧会の限定商品の開発、およびTOTOミュージアムやJR九州「36ぷらす3」向けオリジナル商品の開発・製造受託を行っている。また、北九州市在住のアーティストや学生と開発した商品も販売している。

#### 鐵平糖
2016年3月、「鉄」をイメージして鉄分を加えた金平糖「鐵平糖」を発売。2015年に官営八幡製鐵所旧本事務所が世界遺産に登録されたことを機に千草ホテル(八幡東区)が企画し、半年を掛け開発された。「おいしくない」ことが話題を呼び、3か月で3000個以上を売り上げた。

### 飴
「ニッケ玉」、「まめ玉」、のど飴などを製造している。ニッケ玉は70年以上にわたって販売されている商品である。